# Mirik
Mirik là một thành phố và là một khu vực quy hoạch (notified area) của quận Darjiling thuộc bang Tây Bengal, Ấn Độ.

## Địa lý
Mirik có vị trí 26°54′B 88°10′Đ / 26,9°B 88,17°Đ Nó có độ cao trung bình là 1495 mét (4904 feet).

## Nhân khẩu
Theo điều tra dân số năm 2001 của Ấn Độ, Mirik có dân số 9179 người. Phái nam chiếm 50% tổng số dân và phái nữ chiếm 50%. Mirik có tỷ lệ 74% biết đọc biết viết, cao hơn tỷ lệ trung bình toàn quốc là 59,5%: tỷ lệ cho phái nam là 82%, và tỷ lệ cho phái nữ là 65%. Tại Mirik, 9% dân số nhỏ hơn 6 tuổi.